# U-659
Unterseeboot 659 foi um submarino alemão do Tipo VIIC, pertencente à Kriegsmarine, que atuou durante a Segunda Guerra Mundial.
O U-659 esteve em operação entre os anos de 1941 e 1943, realizando neste período 5 patrulhas de guerra, nas quais afundou um e danificou outros 3 navios aliados, num total de 29,084 toneladas de arqueação.
Foi afundado a oeste do Cabo Finisterre no Atlântico Norte às 00h30min do dia 4 de maio de 1943  após colidir com o U-439, causando a morte de 44 tripulantes, deixando 3 sobreviventes.

## Comandantes
| Comandante         | Data                                      |
| ------------------ | ----------------------------------------- |
| KrvKpt. Hans Stock | 9 de dezembro de 1941 - 4 de maio de 1943 |

## Subordinação
Durante o seu tempo de serviço, esteve subordinado às seguintes flotilhas:
| Período                                      | Flotilha                                  |
| -------------------------------------------- | ----------------------------------------- |
| 9 de dezembro de 1941 - 31 de agosto de 1942 | 5. Unterseebootsflottille (treinamento)   |
| 1 de setembro de 1942 - 4 de maio de 1943    | 9. Unterseebootsflottille (serviço ativo) |

## Operações conjuntas de ataque
O U-659 participou das seguinte operações de ataque combinado durante a sua carreira:
- Rudeltaktik Vorwärts (25 de agosto de 1942 - 11 de setembro de 1942)
- Rudeltaktik Streitaxt (20 de outubro de 1942 - 31 de outubro de 1942)
- Rudeltaktik Spitz (22 de dezembro de 1942 - 29 de dezembro de 1942)
- Rudeltaktik Neptun (18 de fevereiro de 1943 - 3 de março de 1943)
- Rudeltaktik Westmark (6 de março de 1943 - 8 de março de 1943)
- Rudeltaktik Neuland (8 de março de 1943 - 13 de março de 1943)
- Rudeltaktik Drossel (29 de abril de 1943 - 4 de maio de 1943)

## Coordenadas
1. ↑  em posição 43° 32' N 13° 20' O